# House Full
House Full è un album dei Fairport Convention pubblicato nel 1970.

## Tracce
1. Sir Patrick Spens – 3:28
2. Banks Of The Sweet Primroses – 4:39
3. Toss The Feathers – 3:52
4. Sloth – 12:19
5. Staines Morris – 3:47
6. Matty Groves – 8:45
7. Mason's Apron – 4:41
8. Battle Of the Somme – 5:04